# Magyar ATV
Magyar ATV (sau ATV) este un post de televiziune din Ungaria, care a fost lansat în 1989. Postul emite 24 de ore din 24, și conținutul programelor sunt de știri, de dezbateri, de cultură, de quiz și de teleshopping.